# Liste der Kulturdenkmale in Volkerode
Die Liste der Kulturdenkmale in Volkerode umfasst die als Ensembles, Einzeldenkmale und Bodendenkmale erfassten Kulturdenkmale in der thüringischen Gemeinde Volkerode und ihrer Ortsteile (Stand: 11. Februar 2025).
Die Angaben in der Liste ersetzen nicht die rechtsverbindliche Auskunft der zuständigen Denkmalschutzbehörde.

## Legende
- Bild: zeigt ein Bild des Kulturdenkmals und gegebenenfalls einen Link zu weiteren Fotos des Kulturdenkmals im Medienarchiv Wikimedia Commons
- Bezeichnung: Name, Bezeichnung oder die Art des Kulturdenkmals
- Lage: Wenn vorhanden Straßenname und Hausnummer des Kulturdenkmals; Grundsortierung der Liste erfolgt nach dieser Adresse. Der Link Karte führt zu verschiedenen Kartendarstellungen und nennt die Koordinaten des Kulturdenkmals.
 Kartenansicht, um Koordinaten zu setzen – in dieser Kartenansicht sind Kulturdenkmale ohne Koordinaten mit einem roten bzw. orangen Marker dargestellt und können in der Karte gesetzt werden. Kulturdenkmale ohne Bild sind mit einem blauen bzw. roten Marker gekennzeichnet, Kulturdenkmale mit Bild mit einem grünen bzw. orangen Marker.
- Datierung: gibt das Jahr der Fertigstellung beziehungsweise das Datum der Erstnennung oder den Zeitraum der Errichtung an
- Beschreibung: bauliche und geschichtliche Einzelheiten des Kulturdenkmals, vorzugsweise die Denkmaleigenschaften
- ID: Die ID identifiziert das Kulturdenkmal eindeutig. In Thüringen sind aktuell keine IDs veröffentlicht. In der ID-Spalte kann sich auch folgendes Icon  befinden, dies führt zu Angaben zu diesem Kulturdenkmal bei Wikidata.

## Einzeldenkmale
| Bild                                    | Bezeichnung                                                                       | Lage                                                                     | Datierung | Beschreibung | ID |
| --------------------------------------- | --------------------------------------------------------------------------------- | ------------------------------------------------------------------------ | --------- | ------------ | -- |
| Direkt Bild zu diesem Denkmal hochladen | Wohnhaus                                                                          | Beim Anger 63 Flur 3 / Flurstück(e) 198/1                                |           |              |    |
| Direkt Bild zu diesem Denkmal hochladen | Wohnhaus mit Nebengebäude                                                         | Beim Anger 64 Flur 1 / Flurstück(e) 204/6, 204/4, 204/5                  |           |              |    |
| Direkt Bild zu diesem Denkmal hochladen | Anger                                                                             | Beim Anger o. Nr. Flur 3 / Flurstück(e) 233                              |           |              |    |
| Direkt Bild zu diesem Denkmal hochladen | Wohnhaus                                                                          | Hauptstraße 15 Flur 3 / Flurstück(e) 245/129                             |           |              |    |
| Direkt Bild zu diesem Denkmal hochladen | Gehöft                                                                            | Hauptstraße 17 Flur 3 / Flurstück(e) 130                                 |           |              |    |
| Direkt Bild zu diesem Denkmal hochladen | Wohnhaus                                                                          | Hauptstraße 19c Flur 3 / Flurstück(e) 21/2                               |           |              |    |
| Direkt Bild zu diesem Denkmal hochladen | Herrensitz und Wohnturm / Volkeroder Schloss, Steinernes Haus                     | Hauptstraße 2 Flur 3 / Flurstück(e) 192/6                                |           |              |    |
| Direkt Bild zu diesem Denkmal hochladen | Kapelle / Kath. Friedhofskapelle                                                  | Plutschweg o. Nr. auf dem Friedhof Flur 3 / Flurstück(e) 39/2            |           |              |    |
| Direkt Bild zu diesem Denkmal hochladen | Wohnhaus                                                                          | Rasen 27 Flur 3 / Flurstück(e) 144/4                                     |           |              |    |
| weitere Bilder Fotos hochladen          | Kirche mit Ausstattung, Kirchhof und Einfriedung / Kath. Filialkirche St. Michael | Steinweg o. Nr. Flur 3 / Flurstück(e) 201 (Karte)                        |           |              |    |
| Direkt Bild zu diesem Denkmal hochladen | Wohnhaus                                                                          | Unterland 71 Flur 2 / Flurstück(e) 52                                    |           |              |    |
| Direkt Bild zu diesem Denkmal hochladen | Bildstock Klüschenform                                                            | Unterland o. Nr. Ortsausgang nach Wiesenfeld Flur 3 / Flurstück(e) 229/2 |           |              |    |
| Direkt Bild zu diesem Denkmal hochladen | Bildstock Pfostenform                                                             | Unterland o. Nr. Flur 3 / Flurstück(e) 229/2                             |           |              |    |

## Bodendenkmale
| Bild                                    | Bezeichnung     | Lage                                                | Datierung | Beschreibung | ID |
| --------------------------------------- | --------------- | --------------------------------------------------- | --------- | ------------ | -- |
| Direkt Bild zu diesem Denkmal hochladen | 'Altes Schloss' | Ortslage, sw der Kirche Flur 3 / Flurstück(e) 192/7 |           |              |    |